# Rogers (Nebraska)
Rogers és una vila dels Estats Units a l'estat de Nebraska. Segons el cens del 2000 tenia 95 habitants.

## Demografia
Segons el cens del 2000, Rogers tenia 95 habitants, 32 habitatges, i 19 famílies. La densitat de població era de 215,8 habitants per km².
Dels 32 habitatges en un 40,6% hi vivien nens de menys de 18 anys, en un 56,3% hi vivien parelles casades, en un 3,1% dones solteres, i en un 40,6% no eren unitats familiars. En el 28,1% dels habitatges hi vivien persones soles el 9,4% de les quals corresponia a persones de 65 anys o més que vivien soles. El nombre mitjà de persones vivint en cada habitatge era de 2,97 i el nombre mitjà de persones que vivien en cada família era de 4.
Per edats la població es repartia de la següent manera: un 30,5% tenia menys de 18 anys, un 7,4% entre 18 i 24, un 34,7% entre 25 i 44, un 17,9% de 45 a 60 i un 9,5% 65 anys o més.
L'edat mediana era de 34 anys. Per cada 100 dones de 18 o més anys hi havia 144,4 homes.
La renda mediana per habitatge era de 40.625 $ i la renda mediana per família de 36.875 $. Els homes tenien una renda mediana de 26.875 $ mentre que les dones 26.875 $. La renda per capita de la població era de 15.374 $. Cap de les famílies i el 7% de la població estaven per davall del llindar de pobresa.

## Poblacions properes
El següent diagrama mostra les poblacions més properes.